# 시암 인민위원회
시암 인민위원회(태국어: คณะกรรมการราษฎร)은 헌법에 따른 첫 시암의 내각이다. 시암 혁명으로 임시 헌장이 공포된 직후, 마노빠꼰 니띠타다는 인민위원회 위원장으로 임명되었다. 하지만, 마노빠꼰 니띠타다는 이듬해인 1933년 정당 카나 랏사돈의 구성원 간 갈등으로 발생한 쿠데타로 축출되었다.

## 구성

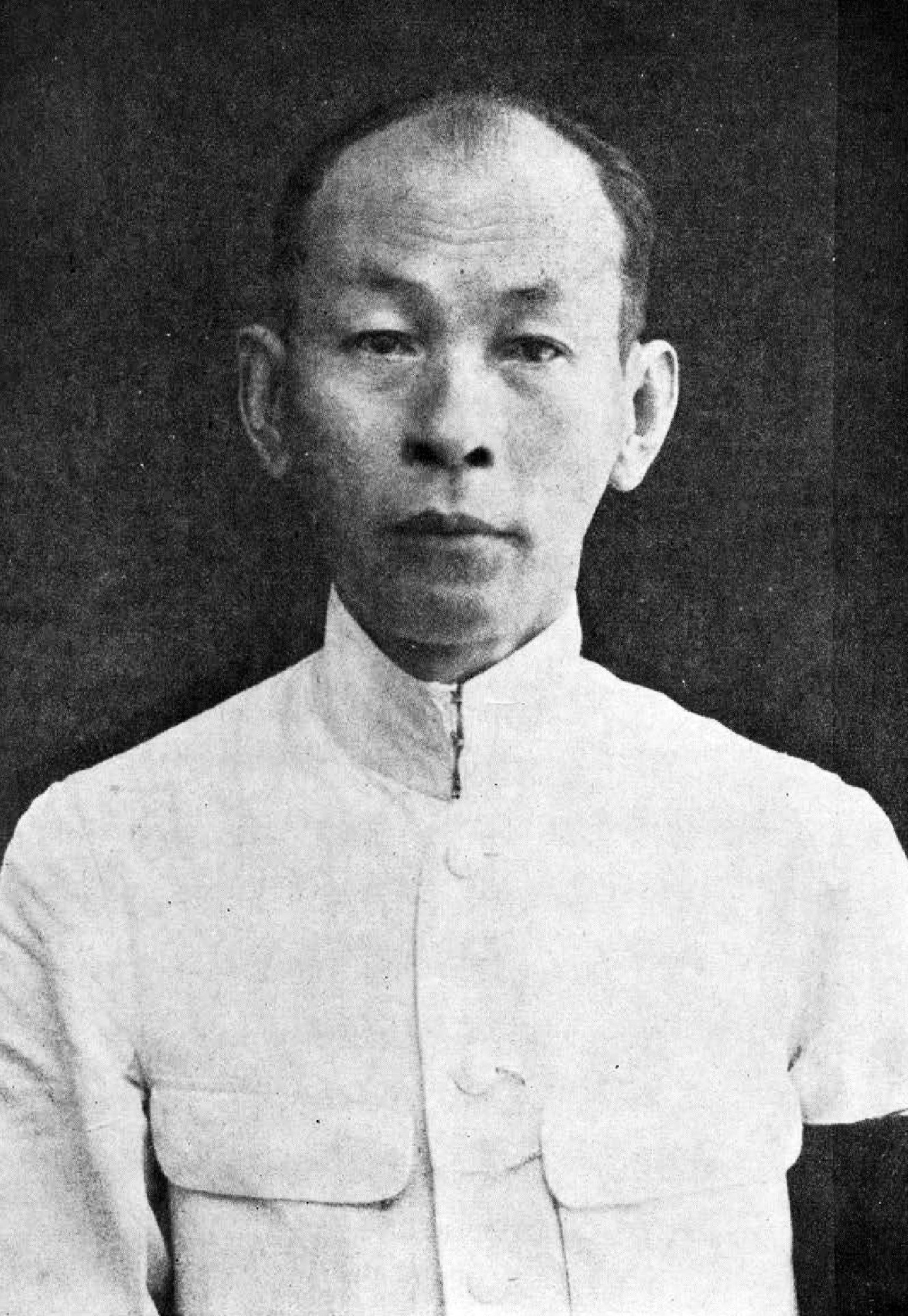
마노빠꼰 니띠타다

| #  | 직위   | 이름                     | 정당        |
| -- | ------ | ------------------------ | ----------- |
| 1  | 위원장 | 마노빠꼰 니띠타다        | -           |
| 2  | 구성원 | 프라야 시위산와짜        | -           |
| 3  | 구성원 | 폿 파혼요틴 대령         | 카나 랏사돈 |
| 4  | 구성원 | 프라야 송수라뎃 대령     | 카나 랏사돈 |
| 5  | 구성원 | 프라야 리티악네 대령     | 카나 랏사돈 |
| 6  | 구성원 | 프라야 쁘라무안위차푼    | -           |
| 7  | 구성원 | 프라 쁘라산피타야윳      | 카나 랏사돈 |
| 8  | 구성원 | 루앙 피분송크람 소령     | 카나 랏사돈 |
| 9  | 구성원 | 루앙 신투송크람차이 소령 | 카나 랏사돈 |
| 10 | 구성원 | 프라야 쁘라무안위차푼    | -           |
| 11 | 구성원 | 쁘리디 파놈용            | 카나 랏사돈 |
| 12 | 구성원 | 뎃사닛웡                 | -           |
| 13 | 구성원 | 뚜아 로파누끄롬          | 카나 랏사돈 |
| 14 | 구성원 | 쁘라윤 폰몬뜨리          | 카나 랏사돈 |
| 15 | 구성원 | 냅 파혼요틴              | 카나 랏사돈 |

## 주해
1. ↑  이는 현재 태국의 총리로 이어진다.

## 같이 보기
- 태국 내각
- 태국 정부